# Langues cenderawasih
Ne doit pas être confondu avec Langues de la baie de Geelvink.
Les langues cenderawasih sont une proposition de rameau de la branche malayo-polynésienne des langues austronésiennes. Elles sont parlées en Indonésie, sur le pourtour et dans les îles du golfe de Cenderawasih, dans les provinces de Papouasie occidentale et de Papouasie.
La plupart de ces langues ne sont connues qu’à travers de courtes listes de mot, sauf le biak et le waropen (en), qui ont été bien étudiées.
Les branches de la famille du golfe de Cenderawasih ne sont pas particulièrement proches, bien qu’une étude de 2008[Laquelle ?] ait trouvé un lien entre le waropen et les langues yapen.
On ne sait pas avec certitudes si les langues bomberai du nord-ouest (2 langues) sont plus proches des langues cenderawasih ou des langues raja ampat (cf. langues Halmahera du Sud-Nouvelle Guinée occidentale).